# Света Богородица Елеуса (Нивици)
Вижте пояснителната страница за други значения на Света Богородица Елеуса.
„Света Богородица Елеуса (на гръцки: Παναγία Ελεούσα, Ασκηταριό Παναγίας Ελεούσας) е средновековна църква, аскитарий, край преспанското село Нивици (Псарадес), част от Леринската, Преспанска и Еордейска епархия на Вселенската патриаршия, под управлението на Църквата на Гърция.

## Местоположение
Църквата е разположена на южния бряг на Големото Преспанско езеро, съвсем близо до границата с Албания. Югозападно от нея, на албанска територия са скалните църкви Света Богородица Платитера и „Света Богородица Одигитрия“. Това е най-добре запазеният скит в района, разположен в сравнително голяма пещера. На входа и около периметъра на образуваното плато са запазени фрагментарни останки от килии, защитна стена и сводеста конструкция, която е част от стълбището, водещо към скита.

## История
Представлява аскетска еднокорабна църквичка (аскитарий) с полукръгъл свод и шестоъгълна апсида на изток. Църквата е в отлично състояние и е добър пример за поствизантийското изкуство. Изградена е от камъни и бял хоросан, върху който по всички стени са изрисувани червени линии, имитиращи керамична украса и различни други мотиви и символи, в духа на старите комнинови традиции.
Във вътрешността е запазен живопис от 1409/1410 година и една икона от 1452 година. Според надписа над прозореца на южната стена зографът е Йоаникий. В друг надпис над входа към основното пространство са споменати имената на дарителите Сава, Яков и Варлаам, при управлението на Вълкашин в 1409/1410 година. Крал Вълкашин обаче загива в 1371 година в Черноменската битка, а територията е в османски ръце. Възможно е това да е някой негов наследник. Според други данни църквата е от 1373 година. Интериорът на църквата е изцяло покрит със стенописи, които са развити в две зони. В долната са изобразени предимно фигури, като най-характерни са тези на свети Димитър, Георги, Роман Мелод, Симеон Стълпник, Стефан, фигури на пророци и други. Темата на горната зона включва сцени от Дванадесетте празника, Страстите Христови, Възнесението и Преображението на Спасителя, докато в апсидата на светилището Платитера е изобразена под формата на Света Богородица Влахернска. Фигурите от горната зона са по-стилизирани и изразителни, докато тези от долната зона са по-близки до стандартите на византийската иконография, диференциация, която може да показва присъствието на двама различни зографи в иконографията на църквата.
Образът на патрона Света Богородица Елеуса (Милостива) с Младенеца е изобразен в полукръглата ниша над западната входна врата, заедно с надпис за основателя, чието име обаче не е запазено. Местните наричат църквата „Свети Петър“.
В 1962 година църквата е обявена за паметник на културата.
- Стенописи
- Ктиторският надпис
- Свети Стефан
- Света Богородица
- Стенописът над вратата
- Успение Богородично
- Слизане в Ада